# Emojipedia
Emojipedia és un lloc web de referència d'⁣emojis que documenta el significat i l'ús comú dels caràcters emoji a l'⁣estàndard Unicode. Més comunament descrit com una enciclopèdia d'emojis o diccionari d'emojis, Emojipedia també publica articles i proporciona eines per fer el seguiment de nous caràcters emoji, canvis de disseny i tendències d'ús. És propietat de Zedge des del 2021.
Emojipedia és membre votant de The Unicode Consortium.

## Història
Jeremy Burge va crear Emojipedia el 2013, i va dir a la publicació Hackney Gazette "la idea va sorgir quan Apple va afegir emojis a iOS 6, però no va mencionar quins eren nous".
L'Emojipedia va guanyar protagonisme amb el llançament d'⁣Unicode 7 el 2014, quan The Register va informar que "l'enciclopèdia en línia d'emojis s'ha deixat fora de línia després que un gran nombre de persones visités el lloc" en relació amb el temps d'inactivitat experimentat pel lloc web en aquell moment.
El 2015, Emojipedia va entrar en la seva primera associació amb Quartz per llançar una aplicació que permetia als usuaris accedir als emojis de la bandera de país abans ocultes a iOS.
Emojipedia va dir a Business Insider a principis del 2016 que rebia "més de 140 milions de pàgines vistes" a l'any i que era rendible. A mitjans de 2016, Emojipedia "va instar Apple a repensar el seu pla per convertir el símbol de l'emoji de la pistola en una icona de pistola d'aigua" citant la confusió entre plataformes.
El 2017, la Biblioteca del Congrés va llançar el Web Cultures Web Archive que presentava una història de memes, gifs i emojis a partir de referències com Emojipedia, Boing Boing i GIPHY.
The Sydney Morning Herald va informar que el lloc web va assolir els 23 milions de pàgines vistes l'octubre de 2017. Es va dir que el total de pàgines vistes per al període 2013-2019 havia arribat als mil milions el febrer de 2019. The New Yorker va informar que Emojipedia va assolir 50 milions de pàgines vistes l'abril de 2020.
L'agost de 2021, Emojipedia va ser adquirida per Zedge per una quantitat no revelada.
El febrer de 2022, Keith Broni es va convertir en l'editor en cap d'Emojipedia, agafant el relleu del fundador i cap d'emojis Jeremy Burge.

## Notícies i anàlisi
El 2016, una anàlisi d'Emojipedia va demostrar que l'emoji de préssec s'utilitza més habitualment per representar natges.
El 2017, després que el director general de Google, Sundar Pichai, es comprometés a "abandonar-ho tot" per actualitzar l'emoji de l'hamburguesa d'Android, Emojipedia va revelar que el problema de la capa de formatge s'havia resolt.
El 2018, Emojipedia va revelar que Apple tenia previst "arreglar" el seu disseny de l'emoji del bagel afegint formatge cremós després de les queixes dels usuaris.
Un estudi de 2020 d'Emojipedia ho va trobar que l'emoji U+1F637 😷 face with medical mask i l'emoji U+1F9A0 🦠 microbe eren el més usat per representar la COVID-19. També el 2020, Emojipedia va revelar que Apple planejava una actualització d'iOS que canviaria l'emoji amb cara i mascareta perquè representés també una cara somrient.
El gener de 2021, Emojipedia va informar que l'emoji U+1F602 😂 face with tears of joy es declarà un emoji "per boomers" a TikTok, i el març de 2021 es publicà que l'emoji U+1F62D 😭 loudly crying face va esdevenir l'emoji més usat a aTwitter.

## Dia Mundial de l'Emoji
El Dia Mundial de l'Emoji és una festa creada per Emojipedia l'any 2014 que se celebra el 17 de juliol de cada any. Segons The New York Times, es va triar el 17 de juliol a causa del disseny de l'emoji del calendari (a iOS) que mostra aquesta data.
Emojipedia va utilitzar el segon Dia Mundial de l'Emoji anual per llançar EmojiVote com "un experiment de la democràcia emoji". El 2017-2020, Apple va fer servir aquest esdeveniment per previsualitzar nous emojis per a iOS. Emojipedia revela els guanyadors dels World Emoji Awards cada any, amb anuncis passats realitzats en directe a la Borsa de Nova York i al National Museum of Cinema.

## Adopta un emoji
Emojipedia va llançar Adopt an Emoji el setembre de 2015 com "un intent de fer el lloc lliure d'anuncis", segons Wired. Això va precedir un programa similar del Consorci Unicode el desembre de 2015.
El programa "Adopta un emoji" d'Emojipedia es va tancar el novembre de 2016, citant la confusió dels usuaris i els anunciants a causa de la similitud amb l'esforç de recaptació de fons d'Unicode.

## Impacte cultural
Les imatges d'Emojipedia per als futurs dissenys d'emojis s'han utilitzat com a font d'acudits en monòlegs d'obertura en programes de televisió nocturns com The Daily Show, Jimmy Kimmel Live i The Tonight Show Starring Jimmy Fallon.
El 2018, el Press Herald de Portland Maine va informar que el senador Angus King havia aprovat un nou emoji de llagosta, però el disseny d'Emojipedia es va qualificar d'"anatòmicament incorrecte" a causa d'un nombre incorrecte de potes. El nombre de potes del disseny de llagosta d'Emojipedia es va solucionar posteriorment en un llançament futur. Slate va informar que això era "una victòria per als científics i els aficionats a la llagosta a tot arreu".
El patinador Tony Hawk va criticar el disseny del monopatí d'Emojipedia com de "mitjans dels 80... tauler de nivell principiant definitivament no representatiu de l'esport modern" i posteriorment va treballar amb la companyia per produir un disseny actualitzat.
A BBC Radio 4, Stephen Fry va descriure Emojipedia com "una mena d'⁣Acadèmia francesa per al teu iPhone" quan va avaluar el seu impacte en la llengua anglesa.

## Precedent legal
El 2018, l'advocat de Geoffrey Rush va presentar Emojipedia al Tribunal Federal d'Austràlia com "un lloc web de bona reputació que ens explica com interpretar aquestes cares" durant un cas de difamació contra Nationwide News. Això va ser en el context d'interpretar un emoji enviat per Rush a un altre actor, que Rush va descriure com "l'emoji més boig que vaig poder trobar". Rush va dir que hauria utilitzat un emoji de Groucho Marx o Fozzie Bear dels Muppets si haguessin estat disponibles. Els informes indiquen que l'advocat de Rush "va intentar lliurar al jutge Michael Wigney una impressió del significat de l'emoji d'Emojipedia", però un advocat de Nationwide News s'hi va oposar, afirmant que "no importa què digui que Emojipedia que sigui l'emoji". El jutge Wigney va acceptar que una definició d'emoji "és als ulls de qui l'observa": inferir el context dins del missatge era més important que la definició d'Emojipèdia.
En el cas del 2020 de Burrows v Houda, el Tribunal de Districte de Nova Gal·les del Sud va considerar l'ús de l'emoji U+1F910 🤐 zipper-mouth face i si pot constituir una difamació. El jutge Gibson es va referir a Emojipedia assenyalant que la seva definició de l'emoji amb cremallera implica "un secret" o "deixa de parlar", "en circumstàncies en què una persona conegui implícitament la resposta, però està prohibida o reticent a respondre".